# Wereldkampioenschappen alpineskiën 1982
De Wereldkampioenschappen alpineskiën 1982 werden van 28 januari tot en met 7 februari 1982 gehouden in Schladming in Oostenrijk. Er stonden acht onderdelen op het programma, vier voor mannen en vier voor vrouwen. De mannenraces vonden plaats in Planai, de vrouwenraces in Haus im Ennstal.

## Wedstrijdschema
| Datum       | Mannen                       | Vrouwen                      |
| ----------- | ---------------------------- | ---------------------------- |
| 28 januari  |                              | Alpine Combinatie (afdaling) |
| 31 januari  |                              | Alpine Combinatie (slalom)   |
| 01 februari | Alpine Combinatie (afdaling) |                              |
| 02 februari |                              | Reuzenslalom                 |
| 03 februari | Reuzenslalom                 |                              |
| 05 februari | Alpine Combinatie (slalom)   | Afdaling Slalom              |
| 06 februari | Afdaling                     |                              |
| 07 februari | Slalom                       |                              |

## Medailles

### Mannen
| Onderdeel    | Goud                         | Goud    | Zilver                        | Zilver  | Brons                    | Brons   |
| ------------ | ---------------------------- | ------- | ----------------------------- | ------- | ------------------------ | ------- |
| Combinatie   | Michel Vion Frankrijk        | 12.64   | Peter Lüscher Zwitserland     | 18.08   | Anton Steiner Oostenrijk | 20.48   |
| Afdaling     | Harti Weirather Oostenrijk   | 1.55,10 | Conradin Cathomen Zwitserland | 1.55,58 | Erwin Resch Oostenrijk   | 1.55,73 |
| Reuzenslalom | Steve Mahre Verenigde Staten | 2.38,80 | Ingemar Stenmark Zweden       | 2.39,31 | Boris Strel Joegoslavië  | 2.39,42 |
| Slalom       | Ingemar Stenmark Zweden      | 1.48,48 | Bojan Križaj Joegoslavië      | 1.48,90 | Bengt Fjällberg Zweden   | 1.49,32 |

### Vrouwen
| Onderdeel    | Goud                   | Goud    | Zilver                           | Zilver  | Brons                            | Brons   |
| ------------ | ---------------------- | ------- | -------------------------------- | ------- | -------------------------------- | ------- |
| Combinatie   | Erika Hess Zwitserland | 8.99    | Perrine Pelen Frankrijk          | 17.95   | Christin Cooper Verenigde Staten | 20.96   |
| Afdaling     | Gerry Sorensen Canada  | 1.37,47 | Cindy Nelson Verenigde Staten    | 1.37,88 | Laurie Graham Canada             | 1.37,91 |
| Reuzenslalom | Erika Hess Zwitserland | 2.37,17 | Christin Cooper Verenigde Staten | 2.37,95 | Ursula Konzett Liechtenstein     | 2.38,03 |
| Slalom       | Erika Hess Zwitserland | 1.41,60 | Christin Cooper Verenigde Staten | 1.41,93 | Daniela Zini Italië              | 1.41,96 |

### Medailleklassement
| Plaats | Land             | Goud | Zilver | Brons | Totaal |
| 1      | Zwitserland      | 3    | 2      | 0     | 5      |
| 2      | Verenigde Staten | 1    | 3      | 1     | 5      |
| 3      | Frankrijk        | 1    | 1      | 0     | 2      |
| 4      | Zweden           | 1    | 1      | 1     | 3      |
| 5      | Oostenrijk       | 1    | 0      | 2     | 3      |
| 6      | Canada           | 1    | 0      | 1     | 2      |
| 7      | Joegoslavië      | 0    | 1      | 1     | 2      |
| 8      | Italië           | 0    | 0      | 1     | 1      |
| 8      | Liechtenstein    | 0    | 0      | 1     | 1      |
| Totaal | Totaal           | 8    | 8      | 8     | 24     |